# Buru (mesura de superfície)
El bur (plural burũ) o camp (cuneïforme: 𒁓) fou una mesura de superfície babilònia equivalent a 15 acres o 6,48 hectàrees o, segons altres fonts, 63 510,5 m².
Es definia com una àrea rectangular de 1 beru per 1 nindan. Un bur era equivalent a 18 iku i 60 burs equivalien a un šar (plural šaru). Aquesta unitat apareix en una de les mostres més antigues de geometria aplicada.